# Dani Levy
Dani Levy (nascut el 17 de novembre de 1957) és un cineasta, director de teatre, guionista i actor suís.

## Biografia
Levy va néixer en una família de jueus a Suïssa el 1957. La seva mare va ser una supervivent de l'Holocaust. Es va traslladar a Berlín als anys 80.
Les pel·lícules de Levy inclouen RobbyKallePaul, I Was on Mars, Meschugge, Du mich auch i Väter. Väter fou protagonitzada per Christiane Paul. L'any 2004, va dirigir Alles auf Zucker!, una comèdia sobre un jueu secularitzat de l'antiga RDA que s'ha de reconciliar amb el seu germà ortodox. El 2007, va dirigir la comèdia dramàtica Mein Führer: La veritat més autèntica sobre Adolf Hitler, sobre un actor jueu contractat per animar els discursos d’Adolf Hitler durant els darrers dies de la Segona Guerra Mundial, protagonitzat pel còmic alemany Helge Schneider. Va ser inscrit al 29è Festival Internacional de Cinema de Moscou.
Levy va dir que estava influenciat per la teoria de la psicòloga suïssa Alice Miller, publicada el 1980, que alguna cosa devia haver anat malament amb Hitler durant la seva infància. La seva pel·lícula de 1995 Stille Nacht – Ein Fest der Liebe va guanyar una menció honorífica al 46è Festival Internacional de Cinema de Berlín.
És un dels fundadors de l'empresa alemanya X Filme Creative Pool.

## Filmografia
Director
- 1986: Du mich auch
- 1989: RobbyKallePaul
- 1991: I Was on Mars
- 1993: Ohne mich (curt)
- 1995: Stille Nacht – Ein Fest der Liebe
- 1998: Meschugge
- 1999: Das Geheimnis (curt)
- 2002: Väter
- 2004: Alles auf Zucker!
- 2007: Mein Führer: La veritat més autèntica sobre Adolf Hitler
- 2010: Das Leben ist zu lang
- 2016: Die Welt der Wunderlichs
- 2019: Berlin, I Love You
- 2020. Die Känguru-Chroniken

Actor
- 1986: Du mich auch .... Romeo
- 1989: RobbyKallePaul .... Robby
- 1991: Hausmänner .... Paul
- 1991: I Was on Mars .... Alio
- 1993: Ohne mich (Curt) .... Simon Rosenthal
- 1994: Burning Life .... Neuss
- 1995: One of My Oldest Friends .... Zeto
- 1995: The Meds .... Jost
- 1995: Halbe Welt .... Katz
- 1996: El condó ataca .... Client de prostituta
- 1996: Tempo (1996) .... Bernd
- 1998: Meschugge .... David Fish
- 1999: Aimée & Jaguar .... Fritz Borchert
- 1999: Die Hochzeitskuh .... Fleabag Hotel Concierge
- 2001: La répétition .... Matthias
- 2004: Alles auf Zucker! .... Pool-Spieler (sense acreditar)
- 2009: Germany 09 .... Himself (segment "Joshua")
- 2010: Das Leben ist zu lang
- 2015: El cas Fritz Bauer .... Chaim Cohn
- 2015: Simon sagt auf Wiedersehen zu seiner Vorhaut| .... Moderador
- 2018: Sohn meines Vaters .... Karl Kaufmann
- 2019: Winter Journey .... Landlord